# Mézidon Vallée d'Auge
Mézidon Vallée d'Auge è un comune francese di nuova costituzione in Normandia, dipartimento del Calvados, arrondissement di Lisieux. Il 1º gennaio 2017 è stato creato accorpando i comuni di Authieux-Papion, Coupesarte, Crèvecœur-en-Auge, Croissanville, Grandchamp-le-Château, Lécaude, Magny-la-Campagne, Magny-le-Freule, Mesnil-Mauger, Mézidon-Canon, Monteille, Percy-en-Auge, Saint-Julien-le-Faucon e Vieux-Fumé, che ne sono diventati comuni delegati.